# Битва біля Фоллен Тімберз
Битва біля Фоллен Тімберз (англ. Battle of Fallen Timbers) — битва між військами США (разом із союзними племенами корінних індіанців чикасо та чокто) та Північно-Західною Конфедерацією (конфедерація багатьох інших корінних американських племен), яку підтримували британці за контроль над Північно-Західною територією. Битва відбулася серед повалених торнадо дерев біля річки Момі на північному заході Огайо на місці сучасного міста Момі, штат Огайо. Після двох нищівних поразок американських військових від рук Північно-Західної індіанської конфедерації, генерал-майор Ентоні Вейн очолив командування Легіоном США та відплатив союзним племенам силами експедиційного корпусу. Легіон США генерал-майора «Божевільного Ентоні» Вейна, підтриманий ополченням Кентуккі генерала Чарльза Скотта, здобув перемогу над об'єднаними індіанськими силами шауні під керівництвом Блакитного Жилета, Оттави під проводом Егушави та багатьох інших. Битва була короткою, тривала трохи більше години, але вона розпорошила об'єднані сили тубільців. Перемога США поклала край великим бойовим діям на Північно-західних територіях. Підписанням Грінвільського договору та договору Джея корінних американців змусили звільнити більшу частину сучасного Огайо, відкривши її для поселення білих американців, разом із ліквідацією британської присутності у південному регіоні Великих озер Сполучених Штатів.

## Історія

### Передумови
За Паризьким договором 1783 року, яким завершилася війна за незалежність США, Велика Британія поступилася правами на регіон на північний захід від річки Огайо та на південь від Великих озер. Незважаючи на договір, згідно з яким Північно-Західна територія передавалася Сполученим Штатам, британці зберігали військову присутність у своїх фортах і продовжували політику підтримки корінних американців, щоб уповільнити американську експансію. У 1785 році, через проникнення європейсько-американських поселенців на захід від Аппалачів, була сформована конфедерація під керівництвом гуронів, щоб протистояти узурпації індіанських земель, проголосивши, що землі на північ і захід від річки Огайо є територією індіанців. У регіоні та в Кентуккі спалахнуло насильство між корінними американцями та переселенцями. Під час першого президентського терміну Джорджа Вашингтона США розпочали дві великі кампанії, щоб приборкати конфедерацію, яку підтримувала Британія, і захистити кордони від британців. Кампанія Гармара у 1790 році завершилася великою перемогою Конфедерації та відступом американських військ до форту Вашингтон.
Вашингтон наказав провести наступну експедицію на чолі з генералом Артуром Сент-Клером. Загальна чисельність його сил становила лише 2400 осіб і у вересні 1791 року після завершення шестимісячного збору він вирушив у похід. Уранці 4 листопада 1791 року це щойно набране та недосвідчене формування було атаковане і вщент розгромлено в таборі на річці Вобаш силами Північно-Західної Конфедерації на чолі з Маленькою Черепахою та Блакитним Жилетом. Поразка Сент-Клера залишається однією з найгірших в історії армії США, більше половини об'єднаних сил Сент-Клера було вбито або поранено.
Після цієї нищівної поразки територія тепер була відкрита для нападів британців та їхніх союзників із західних племен. США швидко призначили своїх посланців для переговорів про мир із Конфедерацією. Тим часом президент Вашингтон доручив генерал-майору «Божевільному» Ентоні Вейну зібрати більш ефективні та численні сили. Вейн сформував військову частину приблизно у 2000 чоловіків, посилену індіанцями чокто і чикасо. Навесні 1793 року Вейн вивів Легіон з Пенсільванії вниз по річці до форту Вашингтон.
17 серпня 1974 року Вейн залишив Форт-Рекавері та просунувся на північ, підтримуваний приблизно 1000 кінних ополченців Кентуккі під командуванням генерала Чарльза Скотта. Розвідники корінних американців зазначили, що Легіон марширував лише до раннього дня, а потім зупинився, щоб побудувати укріплений табір, що робило атаку на табори менш практичною, ніж у попередніх кампаніях США. Легіон побудував Форт Адамс і Форт Дефіанс.
Капітан Вільям Веллс, зять Маленької Черепахи та командир розвідувальної роти Вейна, був поранений разом із кількома своїми шпигунами після того, як їх ідентифікували у шпигунстві в індіанському таборі в ніч на 11 серпня. Розвідники чокто і чикасо покинули Легіон у Форт-Дефіанс, побачивши, як захворів Вейн під час кампанії. Підозрюючи, що Вейн піде маршем уздовж річки Момі, Блю Джекет зайняв оборонну позицію неподалік від сучасного Толідо, штат Огайо, на ділянці з грудами повалених штормом дерев. Заплутані уламки простягнулися майже на милю, і важкі чагарники створили природню важко прохідну перешкоду, яка могла захистить воїнів конфедерації. Сили індіанців складалися з близько 1500 воїнів шауні Блю Джекета, делаварів на чолі з Баконгахелами, маямі на чолі з Маленькою Черепахою, вайндотів на чолі з Тархе та раундхедів, оджибве, одава на чолі з Егушавою, поттаватомі на чолі з Маленькою Видрою, Мінго, невеликий загін ірокезів і британської роти канадських ополченців, одягнених як корінні американці під командуванням підполковника Вільяма Колдуелла.
Рано вранці 20 серпня Легіон виступив у похід, коли індіанці голодували на третій день. Через ранковий дощ багато воїнів Конфедерації припустили, що битви не буде, і відійшли до форту Маямі, щоб перервати пост. Провідні розвідники були лише приблизно на 100 ярдів у центрі обраного поля бою, коли одава та поттаватомі під командуванням Маленької Видри та Егушави виявили наближення противника й дали перший залп, розсіявши ополчення. Позаду ополченців стояли дві роти піхоти під командуванням капітана Джона Кука, і він здійснив свій перший залп по жителях Кентуккі, яких він вважав тікаючими від битви. Однак незабаром загін Кука втік з місця події, оскільки наступаючі воїни розпочали рукопашний бій.
Американські війська, що втікали, бігли до лівого крила колони Легіону, який відступив, не зробивши жодного пострілу. Тим часом Хамтрамк сформував своє крило у дві шеренги, щоб зупинити переслідуючих індіанських воїнів, багато з яких були озброєні лише томагавками та ножами, а генерал Вілкінсон сформував 1-й і 3-й підлегіони в одну розширену лінію, яка охоплювала 800 ярдів правого крила. Вейн кинувся на звуки стрільби мушкетів і швидко розгорнув дві роти легкої піхоти в центрі попереду кожного крила, щоб не допустити прорив воїнів Конфедерації. Артилерія була виведена на передній край і обстріляла наступаючих індіанців дробом. Добре організована засідка Блю Джекета тепер була в безладді, оскільки центральні елементи кинулися вперед, а крила залишилися на своїх місцях.
Капітан Роберт Кемпбелл кинувся першим в атаку, ведучи свою роту драгунів на 60–100 ярдів із оголеними шаблями. Під час нападу було застрелено майже десяток драгунів, а капітана Кемпбелла вбито. Піхота Вілкінсона, що спішилася, повільно просувалась, щоб підтримати драгунів, а одава та потаватомі бігли і втекли назад на свої позиції. Переслідування було настільки легким, що Вілкінсон побоювався, що вони потрапили в пастку, і він зупинився, щоб дочекатися вказівок від Вейна.
Тим часом підполковник Хамтрамк просунувся і зіткнувся з віандотами, ленапе та канадцями. Почалася сильна перестрілка, і війська Конфедерації спробували обійти 4-й підлегіон з флангу. Натомість бригада ополченців Кентуккі під командуванням бригадного генерала Роберта Тодда швидко просувалася болотом і обступила канадців з флангу. 4-й підлегіон переслідував ворога з під'єднаними багнетами. Конфедеративні сили відступили зі своїх початкових позицій і не змогли ефективно переформуватися на пересічній місцевості.
Врешті Вілкінсон почав обережне просування вздовж хребта повз річки Момі. На шляху до Форту-Маямі тубільцям довелося перетнути яр. Одава і потаватомі спробували перегрупуватися тут. Егушава командував, але був поранений, коли йому влучили в око. Маленька Видра був важко поранений, його кинули на спину коня та евакуювали, щоб Легіон не міг його схопити. Інший вождь одава, Індича нога, стояв на вершині великої скелі та спонукав воїнів зупинитися та прийняти бій, але він отримав поранення в груди й помер майже миттєво. За словами Александера Маккі, втрата такої кількості лідерів Конфедерації призвела до того, що втрати корінних американців здавалися більшими, ніж вони були насправді, і багато воїнів втекли до Форт-Маямі.
Весь бій тривав годину десять хвилин. Індіанські воїни прибігли до воріт Форт-Маямі, але з подивом виявили, що вони зачинені. Майор Вільям Кемпбелл, британський командир форту, закрив ворота, коли прибули перші воїни й звуки мушкетного вогню наблизилися. Він відмовився відкрити ворота зараз і дати притулок воїнам Конфедерації, не бажаючи розпочати війну зі Сполученими Штатами. Залишки індіанської Конфедерації продовжили рух на північ і возз'єдналися біля Свон-Крік, де їхні родини стояли табором. Маккі знову спробував згуртувати їх, але вони відмовилися воювати знову, особливо після зради британців у Форт-Маямі.
Легіон Вейна втратив 33 чоловіки загиблими і близько 100 людей дістали поранень. Американські солдати повідомили, що знайшли 30–40 мертвих тіл. Історики повідомляють, що індіанська Конфедерація втратила 19 воїнів убитими, включно з вождем Оттави. Шість білих чоловіків, які воювали на боці індіанців, також були вбиті, а вожді Егушава та Маленька Видра з Оттави були поранені.

### Наслідки
Поразка індіанців у битві біля Фоллен Тімберз спричинила укладання Грінвілльського договору 1795 року, за умовами якого більша частина території нинішнього штату Огайо була закріплена за Сполученими Штатами. Перш ніж залишити регіон, Вейн почав будівництво лінії фортів уздовж річки Момі, один з яких згодом виріс у місто Толідо. Після повернення Вейна до західної Пенсільванії, останній з цих фортів був названий на його честь — нині це велике місто Форт-Вейн в Індіані. Слідом за будівництвом цієї лінії укріплень білі поселенці почали інтенсивна заселятися в долині Огайо, що призвело до створення штату Огайо в 1803 році. Текумсе, молодий шауні, ветеран Фоллен Тімберс, який не підписав Грінвілльський договір, зміг очолити індіанський опір через деякий час.